# Lorenzo Lodi
Lorenzo Lodi (Roma, 29 febbraio 1920 – Roma, 24 novembre 2008) è stato un militare e insegnante italiano.
Ha prestato servizio nel Regio Esercito durante la seconda guerra mondiale.

## Biografia
Visse la sua prima giovinezza a Roma, nella caratteristica zona di passeggiata di Ripetta, nel rione Campo Marzio, a ridosso del fiume Tevere.
Il 14 agosto 1937, a soli 17 anni, si arruolò volontario e divenne caporale nel 51º Fanteria del Regio Esercito di stanza a Rieti. Il 3 luglio 1938, a Pisa, fu promosso sergente e inquadrato nel 22º Reggimento Fanteria. Frequentò campi di addestramento sull'Abetone, Casa Marcone e Capestrano.
A pochi giorni dal congedo, nel 1939 fu trattenuto per l'inizio della seconda guerra mondiale e assegnato al IX Battaglione Mitraglieri di Corpo d'Armata con il quale ha partecipato alla Spedizione in Albania sbarcando a Valona il 9 aprile 1939. Ottenne la concessione della Medaglia commemorativa della spedizione in Albania. Il 15 maggio 1940, promosso sergente maggiore, fu assegnato al XXVI Battaglione Mitraglieri di Corpo d'Armata del 226º Reggimento Fanteria "Arezzo".
Dal 28 ottobre 1940 al 23 aprile 1941 partecipò alle operazioni di guerra sul fronte Greco-Albanese, meritando la prima Croce al merito di guerra; dal 18 novembre 1942 al 27 agosto 1943, combatté nei Territori Greco-Albanesi, meritando la seconda Croce al merito di guerra.
Il 29 agosto 1943 ottenne una licenza, il giorno seguente raggiunse l'aeroporto di Eleusi e il giorno 31, assegnato alla mitragliatrice di coda, partì con un trimotore SM 79 alla volta di Lecce, ove giunse la sera stessa; si mosse quindi, più a piedi che in treno, lungo i circa 650 km che lo separavano da Roma, raggiunta il 5 settembre. Ivi sorpreso dall'annuncio dell'armistizio di Badoglio, proclamato la sera dell'8 settembre 1943, il giorno 10, diffusasi la notizia della battaglia di Porta San Paolo, si presentò al Distretto Militare di via Sforza per mettersi a disposizione; qui gli fu detto che non essendoci ordini poteva andarsene a casa. Dal quel momento, fino all'arrivo a Roma degli Alleati, rimase sbandato e non rispose ai bandi di arruolamento della RSI. Fu catturato durante un rastrellamento della PAI e tradotto in un commissariato di via del Corso, ove si ritrovò con altri 15 rastrellati. Qualche giorno dopo una camionetta tedesca passò per prelevare i rastrellati e il commissario della PAI Paolo Pandolfo, consegnati 8 dei 16 reclusi, disse all'ufficiale tedesco che non aveva altri prigionieri e, allontanatisi i tedeschi, lasciò liberi i 8 rastrellati rimasti, tra i quali il Lodi.
Nel giugno 1944 Lodi si presentò al Comitato Regio Esercito per la Città di Roma e fu congedato, ma il successivo 24 settembre fu richiamato dal CERSETI (Centro Raccolta e Riordinamento Settore Tirrenico) e avviato, per sua scelta, al Gruppo di Combattimento "Friuli", 87º Reggimento Fanteria, in formazione a San Giorgio del Sannio. Il Gruppo era armato, equipaggiato e addestrato dagli Inglesi, ma portava il Tricolore sulla spalla del braccio sinistro. Il 24 novembre 1944 sfilava per il centro di Roma a dimostrazione della nascita del "nuovo" Esercito Italiano.
Dal 23 gennaio all'8 maggio 1945, comandò il 2º plotone della 2ª compagnia del 1º battaglione dell'87º Reggimento Fanteria alle operazioni di guerra in Territorio Metropolitano meritando la terza Croce al merito di guerra.

### Liberazione di Imola e ingresso a Bologna
L'8 febbraio 1945 il Gruppo "Friuli", comandato dal generale Arturo Scattini, inizia le operazioni per la sostituzione sulla Linea Gotica della 5ª Divisione Polacca "Kresowa". Il settore assegnato al Gruppo è quello di Brisighella, a sud della via Emilia a non grande distanza da Faenza.

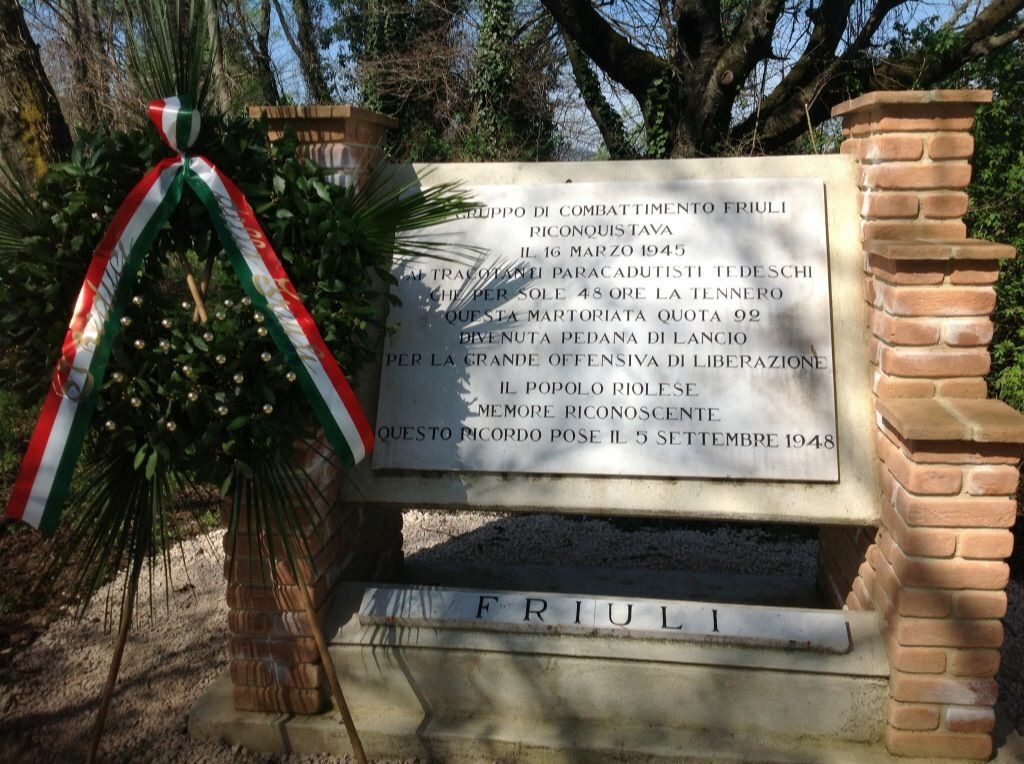
Targa posta dal popolo riolese nel 1948 a ricordo della conquista di Quota 92

Il nemico che il "Friuli" ha di fronte è costituito da truppe scelte tedesche. Granatieri della 90ª Divisione "Panzer Granadieren", dai paracadutisti della 1ª Divisione e dai "Diavoli Verdi" della 1ª Divisione. Lodi ottiene il ruolo di comandante di plotone per mancanza di ufficiali preposti e, dando il cambio ai Polacchi, occupa il caposaldo di Rio Manzolo con alla destra la Brigata Ebraica. Nella notte tra il 13 e 14 marzo 1945, a quota 92, presso Riolo dei Bagni, durante un cambio dato da un plotone della sua Compagnia, si scatena, con successo, un attacco da parte dei tedeschi. Nel buio più fitto, guidato soltanto dai lampi degli spari, dopo aver ordinato di sparare molti colpi di mortaio, ordina l'attacco, ma incappano in un campo minato. Molti soldati si ritirano perché feriti sia dalle mine del campo minato che dalle armi automatiche tedesche. Nonostante questo, Lodi giungendo con altri tre soldati a pochi metri dalla postazione tedesca, a gran voce chiede, all'ufficiale in retrovia, l'appoggio dell'unico carro armato che la compagnia aveva a disposizione. Mentre Lodi aspettava i rinforzi, questi arrivavano invece ai tedeschi e, durante un momento di tregua, il Capitano gli grida di tornare indietro.
Nella notte del 12 aprile 1945, avanzava sulla destra della via Emilia a contatto con la divisione Carpatica polacca, comandata dal generale di divisione Władysław Anders e, sulla sinistra della via, con l'88º Reggimento Fanteria che agiva a contatto del Gruppo di Combattimento "Folgore".
Superata la difesa nemica sul fiume Santerno entrò, insieme ai polacchi, a Imola.
Ancora seguendo la via Emilia giunsero alle porte di Bologna e, la mattina del 21 aprile entrò tra i primi, con l'intero 87º Reggimento Fanteria e a comando del suo plotone, passando per la Porta Maggiore, seguito, durante il giorno, dall'88º Reggimento, dagli alleati e dai polacchi, nonostante il comando degli alleati avessero comandato che fossero i polacchi ad entrare per prima.
L'ingresso fu in una Bologna che sembrava deserta, con i cittadini ancora nascosti nelle loro case e rifugi, impauriti per la presenza dei tedeschi che, ormai, avevano abbandonato la città.
Ma quando le 'vedette' si accorsero che i soldati erano vestiti con divise inglesi, scambiandoli per gli alleati, si fecero avanti. Appena sentirono le parlate dei soldati scoppiò l'urlo "Sono italiani! Sono italiani!" che fece rovesciare per la strada Maggiore una marea di cittadini che, letteralmente, portarono in trionfo i soldati.
(Lorenzo Lodi)

## Dopoguerra
Il 1º luglio 1956 contrasse matrimonio e da questa unione nacquero tre figli.
Nel 1961 cominciò ad insegnare all'Istituto privato San Giuseppe Calasanzio di Roma. Otto anni dopo, nel 1969, divenne professore di ruolo di Disegno e Storia dell'arte, Grafica pubblicitaria ed Educazione artistica, e tale restò fino al pensionamento, avvenuto nel 1990.
Dal 1980 si è dedicato alla costruzione di plastici di architettura, tra cui:
- il Campidoglio per il Comune di Roma.
- la parte ricostruttiva della "machinerie" dell'Opéra per il Museo d'Orsay di Parigi.
- sette antiche navi fenicie per la mostra sui Fenici a Venezia nel 1988.
- la centrale elettronucleare Alto Lazio Enel a Montalto di Castro.
- la nuova sede della Banca d'Italia a Frascati.
- campi sportivi a Roma.
- la sistemazione urbanistica di Porto Ercole.
- il comprensorio per il progetto SDO "Sistema Direzionale Orientale" di Roma (mai realizzato).
- il Partenone e il Pantheon[7].

Ha donato un suo mosaico raffigurante la Natività alla chiesa di Sant'Elena al Pigneto, dove ora è esposto.
La sezione di Roma capitale dell'Associazione nazionale combattenti forze armate regolari guerra di Liberazione (ANCFARGL), di cui era socio consigliere, gli ha intitolato la biblioteca. Il 30 agosto 2016 la biblioteca si è costituita in Associazione Culturale Biblioteca "Lorenzo Lodi" Storia Memoria Ricerca Onlus e dal 2018 ha una nuova sede presso l'ITIS Giovanni XXIII in via di Tor Sapienza, 160 00155 Roma. Il 9 giugno 2021 l'associazione cambia denominazione in "Associazione di Promozione Sociale GIANO Public History", comprendente la Biblioteca Lorenzo Lodi Public History.

## Onorificenze
È stato autorizzato a fregiarsi della medaglia di bronzo al valor militare "sul campo".
Decorato della croce di bronzo al merito con spade (Brązowy Krzyż Zasługi z Mieczami) dal Governo in esilio della Polonia.